# Plancktijd
De plancktijd, ook kwantumtijd genoemd, is volgens de huidige stand van de wetenschap de kleinste betekenisvolle eenheid van tijd. Het is een natuurlijke eenheid, bedacht door Max Planck, die alleen is afgeleid van natuurconstanten.
De plancktijd speelt met name een belangrijke rol bij theorieën rond de oerknal en in de unificatietheorie.

## Definitie
De plancktijd is gelijk aan de hoeveelheid tijd die licht nodig heeft om een afstand gelijk aan de plancklengte af te leggen. Uitgeschreven als formule is dit:
{\displaystyle t_{\text{P}}={\frac {l_{\text{P}}}{c}}={\sqrt {\frac {G\hbar }{c^{5}}}}=5,391\cdot 10^{-44}\ s}
waar:
{\displaystyle \hbar ={\frac {h}{2\pi }}} = constante van Dirac
{\displaystyle G} = gravitatieconstante
{\displaystyle c} = de lichtsnelheid in een vacuüm
{\displaystyle s} = seconde